# Бокал

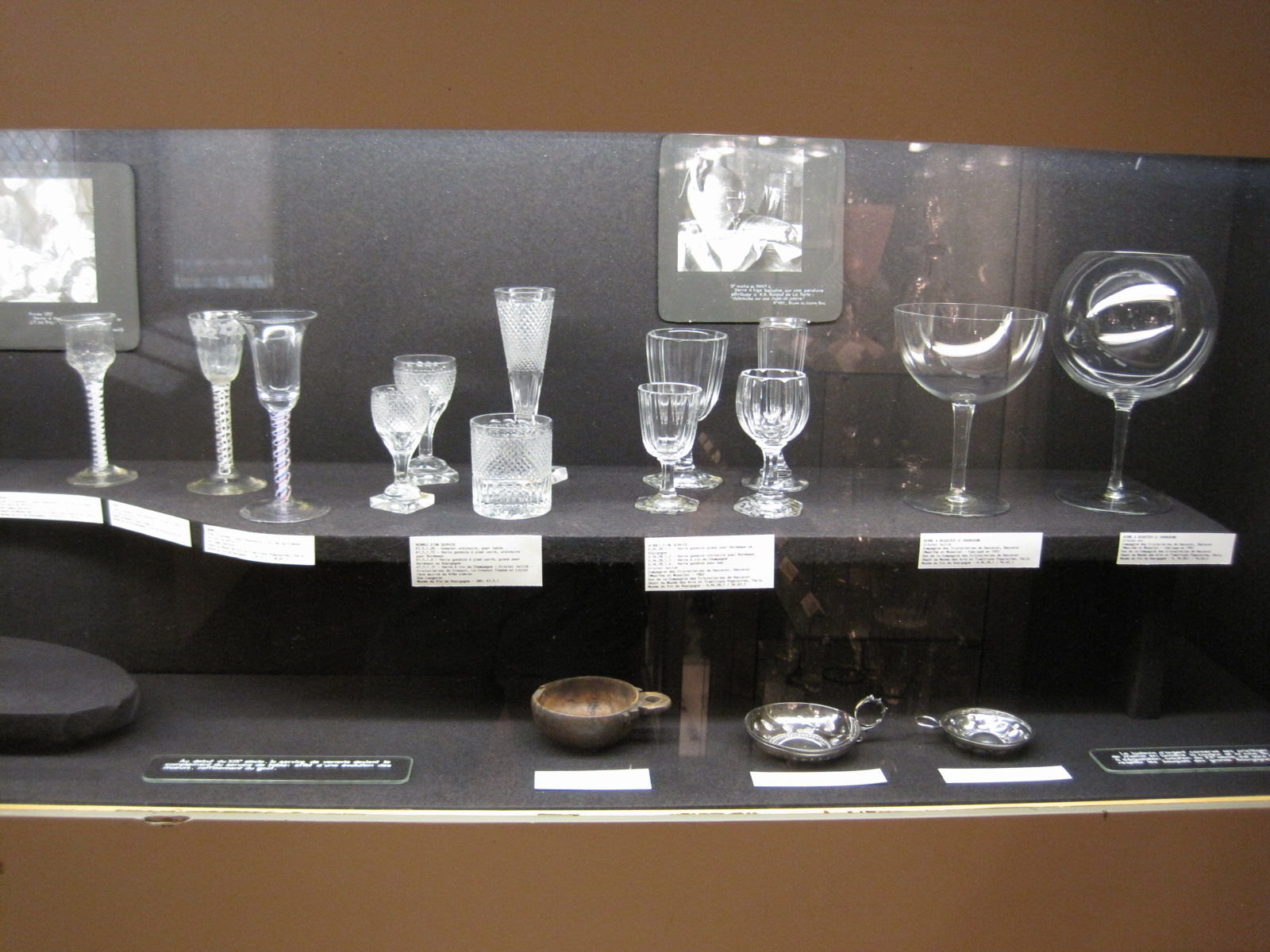
Старинные бокалы в Музее бургундских вин (город Бон)

Бока́л (от фр. bocal или итал. boccale) — тонкостенный стеклянный или хрустальный сосуд для вина, коктейлей и некоторых других напитков, обычно на ножке. От рюмки отличается бо́льшими размерами.
В современных условиях выпускаются также дешёвые пластиковые бокалы (в том числе одноразовые), преимущество которых в том, что они не бьются. В контексте керамической посуды под бокалом могут понимать обычную кружку, преимущественно с ручкой.

## История
До удешевления производства стекла в XVI-XVII веках вино было принято пить из чаш и кубков самых разных форм и материалов. На древнегреческих пирах разбавленное вино подавали в разлогих киликах. В Европе «тёмных веков» и на Кавказе отдавали предпочтение рогам.  На исходе Средневековья возобладали металлические чаши для вина, которые до настоящего времени употребляются в таинстве Евхаристии (см. потир). 

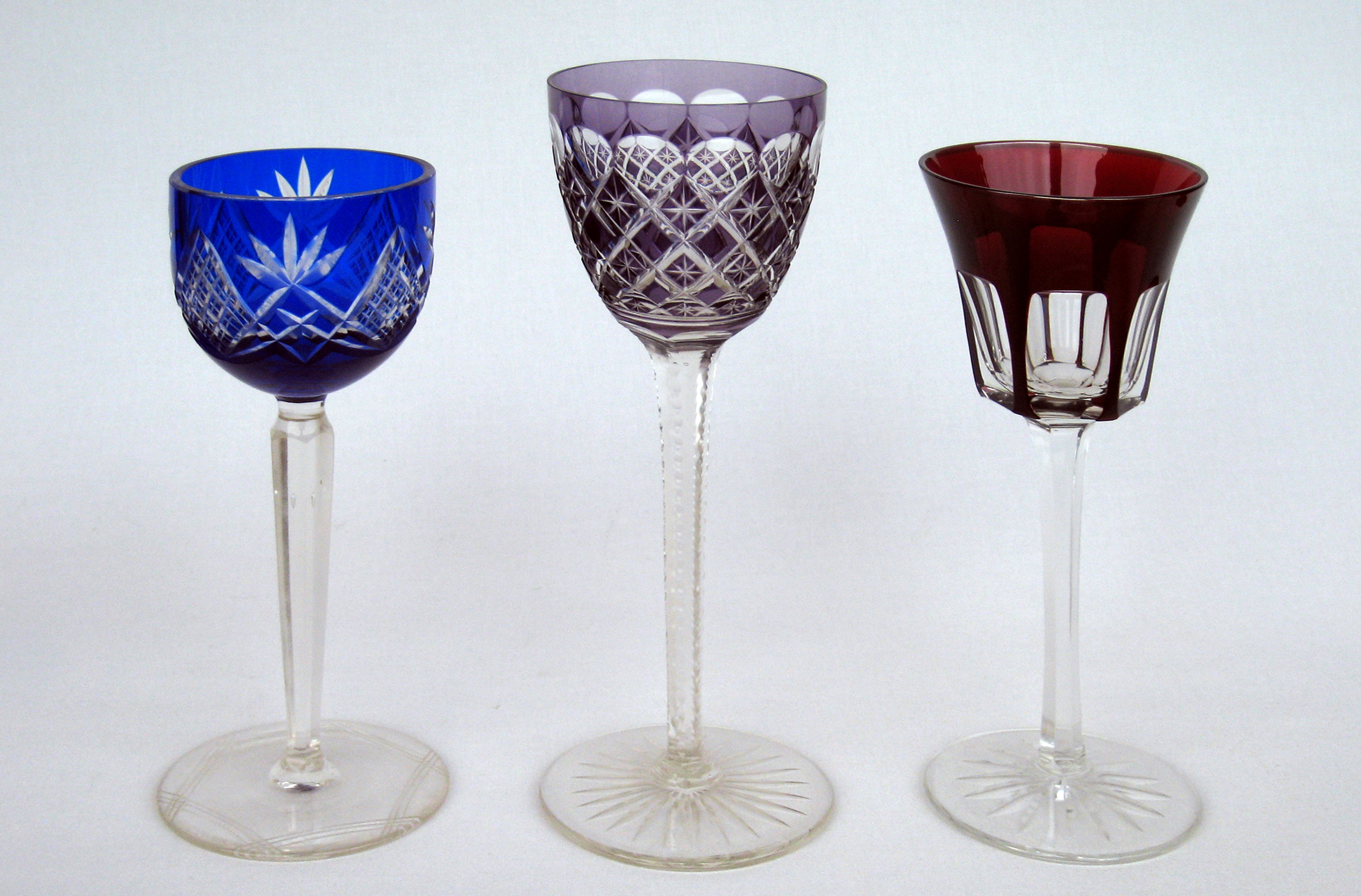
Цветные гранёные бокалы, характерные для «прекрасной эпохи»

Поначалу бокалы изготавливались из гранёного венецианского стекла на итальянском острове Мурано. В силу высокой стоимости изготовления их использование долгое время было прерогативой состоятельных горожан и знати, которые замещали лёгкими, изысканными сосудами из стекла серебряные чаши (примерно тех же форм и размеров). Открытие в Англии конца XVII века технологии производства свинцового хрусталя позволило англичанам перехватить у итальянцев первенство в изготовлении бокалов и привело к их распространению в домовладениях самого разного достатка.
До 1930-х годов бокалы обычно гранили, шлифовали, расписывали или золотили. Особенной популярностью пользовались бокалы из цветного стекла, в которых было затруднительно разглядеть и оценить цвет напитка. В начале 1920-х годов по инициативе и под руководством трёх венских архитекторов (Лоз, Хоффман, Эртл) проходила разработка современных форм бокалов, призванная сделать их максимально функциональными. С этого времени на рынке стали преобладать прозрачные бокалы без декора и шлифовки.
В начале XVIII века средняя вместимость бокала составляла 66 мл. С тех пор средний объём бокала вина вырос более чем в 7 раз. Постоянное увеличение объёма бокалов (заметно ускорившееся начиная с 1970-х годов) на руку производителям напитков, так как на практике сопровождается ростом их потребления (ведь такое же количество жидкости в большом бокале кажется меньшим).

## Конструкция
Бокал состоит из трёх частей: чаши, ножки и подставки. Высота ножки имеет главным образом эстетическое значение и, как правило, не отражается на функциональности бокала.  Для гармоничного впечатления чаша должна быть пропорциональна высоте ножки и ширине подставки.

Формы бокалов для различных напитков функционально продуманы таким образом, чтобы усиливать их органолептические свойства. Проведённое в 2015 году японскими учёными исследование показало, что в зависимости от температуры подачи и формы бокала одно и то же вино способно выделять разные ароматические соединения, что кардинально меняет его букет и восприятие. Выше всего ценятся профессиональными сомелье и дегустаторами бокалы из наиболее тонкого стекла (особенно в районе верхней кромки). 

Бокалы различной формы

В конце 1950-х при разработке собственных бокалов австриец Клаус Ридель использовал как традиции различных регионов Европы, так и наработки своих венских предшественников эпохи арт-деко. Он создал множество типов бокалов для вин разных регионов Франции, Италии, Австрии, текилы, аквавита, вермута, киршвассера, граппы и других напитков. По состоянию на 2012 год основанная им фирма Riedel — мировой лидер в производстве бокалов, ежегодно производящий 55 млн таких изделий.

### Виды бокалов
- Для тихих красных вин: отличаются широким раструбом / устьем, призванным увеличить площадь контакта напитка с воздухом и таким образом усилить высвобождение аромата при оксидации. Бокалы бордоского типа выше и у́же шаровидных бургундских, ибо призваны направлять напиток к нёбу, а не к языку[8]. С конца XX века получили распространение огромные бокалы для красного вина вместимостью 600—750 мл, в которых напиток должен покрывать только донышко (что способствует ускорению аэрации и высвобождению ароматических соединений)[5].
- Для тихих белых и розовых вин: разнообразны по форме и размеру. Как правило, чем менее желательна оксидация (контакт напитка с воздухом) — тем у́же раструб / устье бокала. Для эльзасских и рейнских вин традиционно используются укороченные бокалы с зелёной или бурой ножкой[4]. Известный энолог Дженсис Робинсон считает нежелательным использование для белого и розового вина бокалов вместимостью 175 мл и выше, так как вино в них, быстро нагреваясь до комнатной температуры, не освежает[5].
- Для креплёных десертных вин: отличаются от обычных меньшим объёмом и короткой ножкой. Бокал для хереса, именуемый копита или катавино, обычно несколько меньше бокала для портвейна[4].
- Для игристых вин: конической, удлинённой, цилиндрической формы вместимостью 125—150-200 мл.
- Для фруктово-ягодных соков, фруктово-ягодных коктейлей с мороженым или молочных коктейлей (вместимостью 200—350 мл).
- Для пива: цилиндрической формы на низкой ножке или же без неё вместимостью 250—500 мл (например, ярд).
- От испанской копиты произошли различные бокалы для бренди и виски: снифтер (т. н. коньячный бокал), гленкерн[англ.], ноузинг, тюльпан (небольшой тюльпанообразный бокал на ножке).

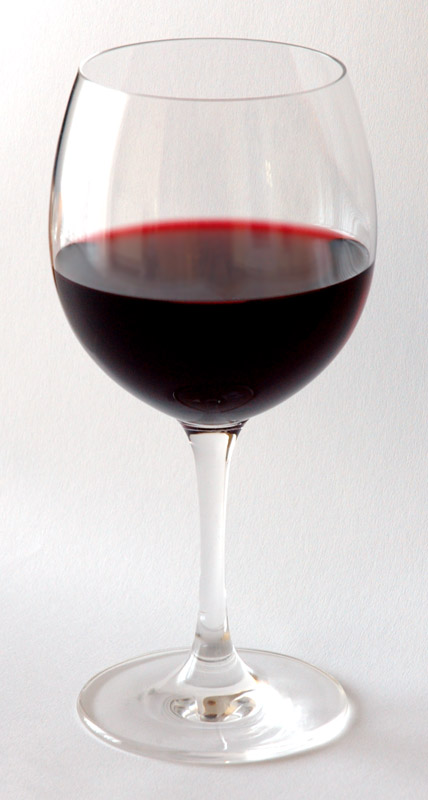
Стандартный бокал для красного вина (бургундский тип)
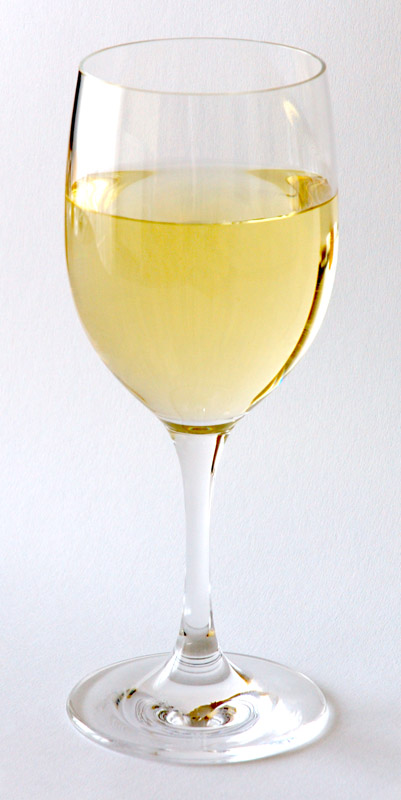
Стандартный бокал для белого вина
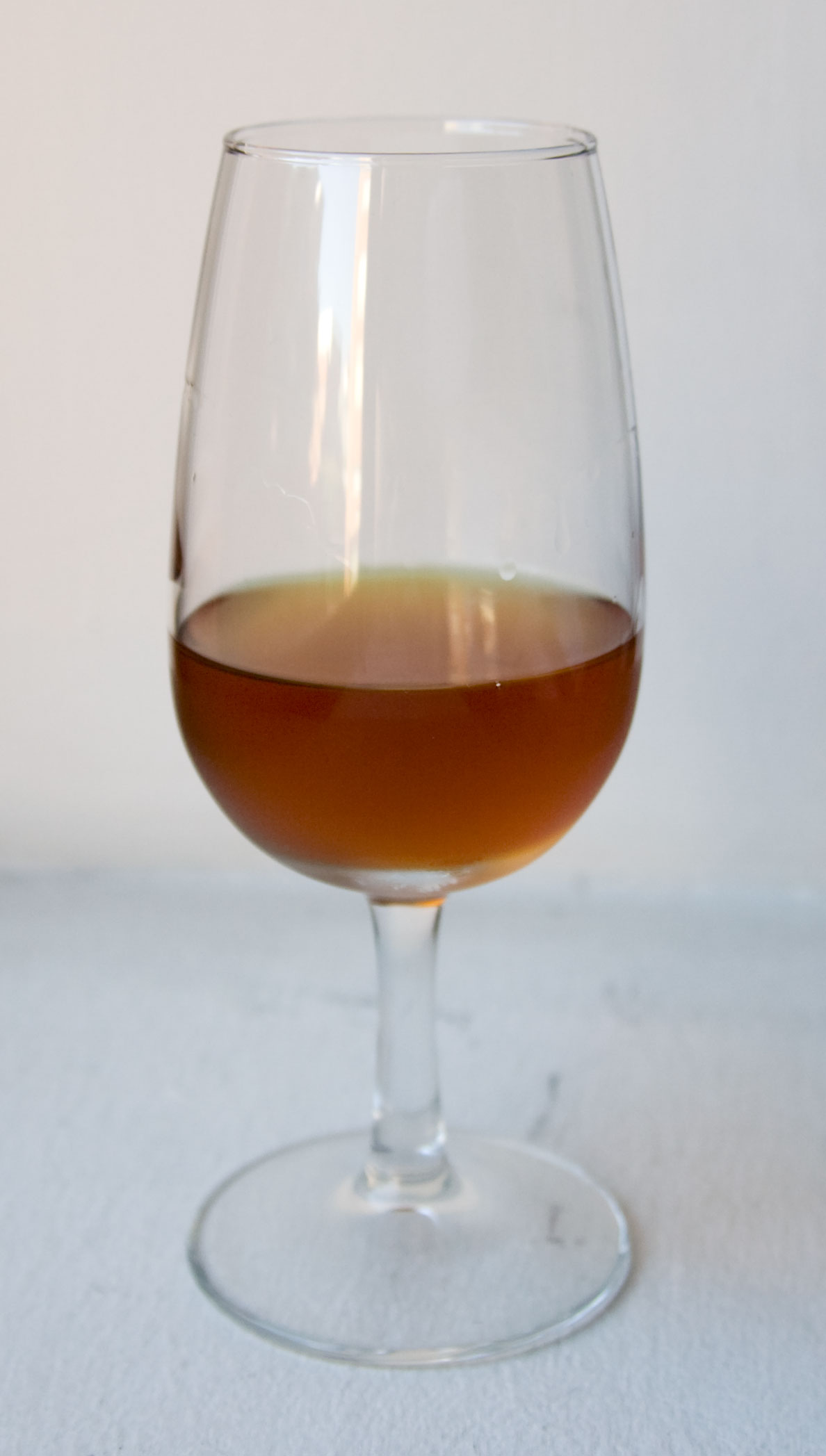
Копита для хереса
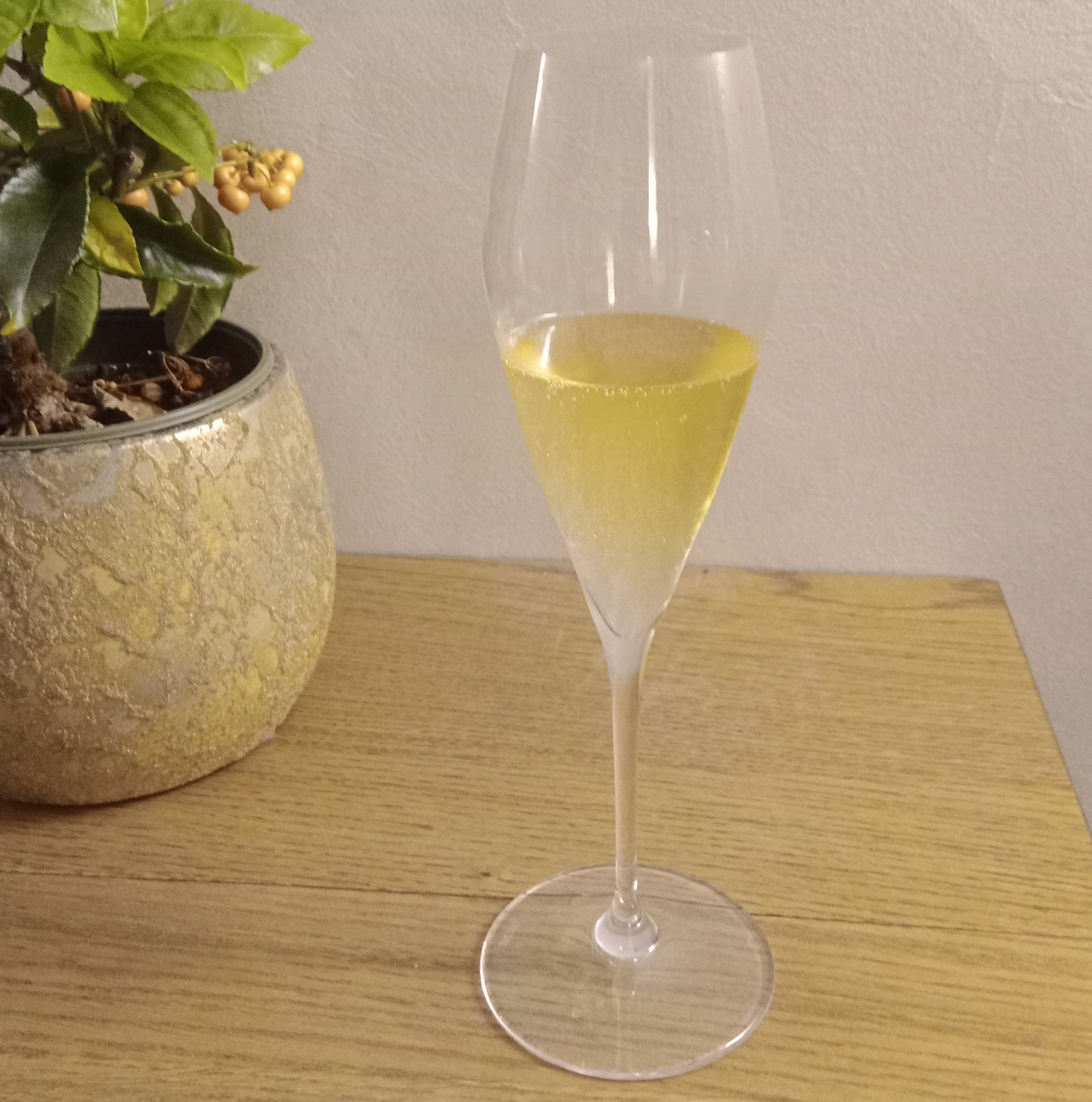
Фужер для шампанского
Креманка для коктейлей или игристых вин

## Бокалы для шампанского

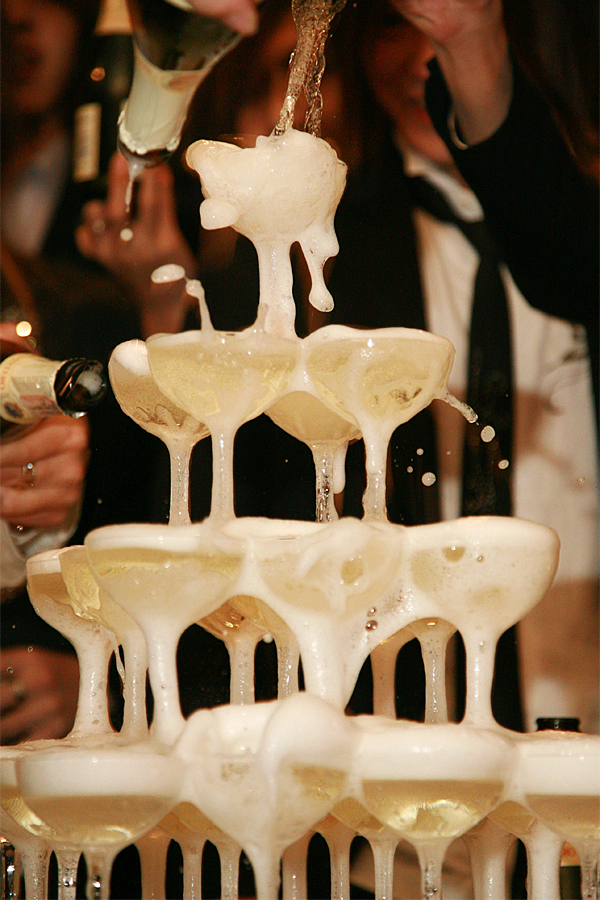
Пирамида бокалов для шампанского

Бокалы для игристых вин наподобие шампанского отличаются своеобразием. Первоначально сладкое шампанское подавали в низких бокалах, напоминающих креманки. В наше время из них иногда выстраивается пирамида, в верхний бокал которой непрерывно льётся шампанское, постепенно стекающее во все бокалы под ним вплоть до основания. Существует «городская легенда», что такие бокалы изготавливались по форме и размеру груди французской королевы Марии-Антуанетты, казнённой революционерами в 1793 году (причём креманки объёмом 200 мл якобы соответствуют размеру «В» по международной классификации размеров женских бюстов). Однако это утверждение почти определённо неверно: бокалы данной формы известны в Англии ещё с 1663 года.
Современные бокалы для игристых вин — фужеры — выделяются высокой ножкой, тонкими стенками и вытянутой узкой формой (которая позволяет насладиться воздушной пеной напитка). Длинная ножка нужна для того, чтобы не пачкать руками стенки бокала. Кроме того, использование ножки предотвращает нагревание игристого вина (которое принято употреблять холодным) при соприкосновении с тёплой рукой.